# Tmesiphantes
Tmesiphantes is een geslacht van spinnen uit de familie vogelspinnen (Theraphosidae).

## Soorten
De volgende soorten zijn bij het geslacht ingedeeld:
- Tmesiphantes amadoi Yamamoto et al., 2007
- Tmesiphantes bethaniae Yamamoto et al., 2007
- Tmesiphantes caymmii Yamamoto et al., 2007
- Tmesiphantes nubilus Simon, 1892